# Emanuel de Silveira Pinto de Fonseca Chaves
Emanuel de Silveira Pinto de Fonseca Chaves, greve av Amarante, född 1784 och död 1830, var en portugisisk militär och politiker.
Chaves deltog med utmärkelse i kriget mot Frankrike 1808-14. 1823 inledde han ett uppror med den konstitutionella författningen men blev besegrad och flydde till Spanien. Sedan regeringen samma år fallit, återvände han till Portugal och upphöjdes av kung Ferdinand till markis. I oktober 1826 försökte Chaves på nytt införa enväldet och utropade Dom Miguel till kung. Han blev dock besegrad si slagen vid Penafield och måste på nytt fly till Spanien. Sedan Miguel 1828 låtit utropa sig till kung återvände Chaves, men fick ingen belöning för sina tjänster.